# Днепропетровская областная военная администрация
Днепропетровская областная военная администрация (укр. Дніпропетровська обласна військова адміністрація, ранее — Днепропетровская областная государственная администрация) — местная государственная администрация Днепропетровской области.
Располагается в областном центре в городе Днепр, по почтовому адресу: проспект Александра Поля, дом № 1, Днепр, Украина, 49004. Руководит ОГА председатель.
В связи с широкомасштабным вторжением России 24 февраля 2022 года приобрела статус военной администрации.

## Основные задачи
Днепропетровская областная государственная администрация в пределах Днепропетровской области обеспечивает:
1. исполнение Конституции, законов Украины, актов Президента Украины, Кабинета Министров Украины, других органов исполнительной власти высшего уровня;
2. законность и правопорядок, соблюдение прав и свобод граждан;
3. выполнение государственных и региональных программ социально-экономического и культурного развития, программ охраны окружающей среды;
4. подготовку и исполнение бюджета области;
5. отчет об исполнении бюджета области и соответствующих программ;
6. взаимодействие с органами местного самоуправления;
7. реализацию других предоставленных государством, а также делегированных соответствующими советами полномочий.

## Председатели
| Фото | Имя                                                             | Годы жизни | Начало срока     | Конец срока      | Примечания                                                          |
| ---- | --------------------------------------------------------------- | ---------- | ---------------- | ---------------- | ------------------------------------------------------------------- |
|      | Павел Иванович Лазаренко Павло Іванович Лазаренко               | род. 1953  | 19 июля 1995     | 14 мая 1996      | ранее — Представитель Президента Украины в Днепропетровской области |
|      | Николай Иванович Деркач Микола Іванович Деркач                  | род. 1949  | 14 мая 1996      | 3 сентября 1997  |                                                                     |
|      | Виктор Николаевич Забара Микола Іванович Деркач                 | род. 1947  | 3 сентября 1997  | 10 апреля 1998   |                                                                     |
|      | Александр Васильевич Мигдеев Олександр Васильович Мігдєєв       | род. 1938  | 10 апреля 1998   | 27 апреля 1999   |                                                                     |
|      | Николай Антонович Швец Микола Антонович Швець                   | род. 1955  | 27 апреля 1999   | 30 июля 2003     |                                                                     |
|      | Владимир Григорьевич Яцуба Володимир Григорович Яцуба           | род. 1947  | 30 июля 2003     | 30 декабря 2004  |                                                                     |
|      | Сергей Павлович Касьянов Сергій Павлович Касьянов               | род. 1966  | 30 декабря 2004  | 4 марта 2005     |                                                                     |
|      | Юрий Иванович Ехануров Юрій Іванович Єхануров                   | род. 1948  | 1 апреля 2005    | 22 сентября 2005 |                                                                     |
|      | Надежда Николаевна Деева Надія Миколаївна Дєєва                 | род. 1951  | 11 ноября 2005   | 3 сентября 2007  |                                                                     |
|      | Виктор Васильевич Бондарь Віктор Васильович Бондар              | род. 1975  | 3 сентября 2007  | 4 февраля 2010   | исполняющий обязанности до 10 декабря 2007 года                     |
|      | Александр Юрьевич Вилкул Олександр Юрійович Вілкул              | род. 1974  | 18 марта 2010    | 24 декабря 2012  |                                                                     |
|      | Дмитрий Валерьевич Колесников Дмитро Валерійович Колєсніков     | род. 1972  | 24 декабря 2012  | 2 марта 2014     |                                                                     |
|      | Игорь Валерьевич Коломойский Ігор Валерійович Коломойський      | род. 1963  | 2 марта 2014     | 20 марта 2015    |                                                                     |
|      | Валентин Михайлович Резниченко Валентин Михайлович Резніченко   | р. 1972    | 20 марта 2015    | 27 июня 2019     |                                                                     |
|      | Дмитрий Игоревич Батура Дмитро Ігорович Батура                  | род. 1977  | 27 июня 2019     | 13 сентября 2019 | исполняющий обязанности                                             |
|      | Александр Викторович Бондаренко Олександр Вікторович Бондаренко | род. 1982  | 13 сентября 2019 | 10 декабря 2020  |                                                                     |
|      | Валентин Михайлович Резниченко Валентин Михайлович Резніченко   | род. 1972  | 10 декабря 2020  | 24 января 2023   |                                                                     |
|      | Сергей Петрович Лысак Сергій Петрович Лисак                     |            | 7 февраля 2023   |                  |                                                                     |

## Структура
Состояние на 2018 год:
- Департамент агропромышленного комплекса и развития сельских территорий
- Департамент взаимодействия с правоохранительными органами, гражданской защиты и оборонной работы
- Департамент экологии и природных ресурсов
- Департамент экономического развития
- Департамент жилищно-коммунального хозяйства и строительства
- Департамент информационной деятельности и коммуникаций с общественностью
- Департамент культуры, туризма, национальностей и религий
- Департамент образования и науки
- Департамент здравоохранения
- Департамент промышленности
- Департамент социальной защиты населения
- Департамент физической культуры и спорта, семьи и молодежи
- Департамент финансов
- Государственный архив Днепропетровской области
- Служба по делам детей
- Управление внутреннего аудита
- Управление внешнеэкономической деятельности
- Управление информационных технологий и электронного управления
- Управление инфраструктуры
- Управление капитального строительства
- Управление градостроительства и архитектуры
- Управление протокольных и массовых мероприятий
- Юридическое управление

Аппарат Днепропетровской облгосадминистрации
- Управление организационной работы
- Управление обеспечения работы руководства облгосадминистрации
- Управление делопроизводства и контроля
- Управление персонала
- Управление по работе с обращениями граждан
- Управление финансово-хозяйственного обеспечения
- Отдел администрирования государственного реестра избирателей
- Отдел режимно-секретной работы
- Сектор по вопросам предотвращения и выявления коррупции
- Сектор обеспечения доступа к публичной информации

## Руководство
- Председатель — Лысак Сергей Петрович
- Первый заместитель председателя — Орлов Владимир Владимирович
- Заместители председателя — Горб Ольга Валерьевна, Беспальчук Максим Григорьевич, Карпенко Сергей Русланович, Клянцко Николай Васильевич
- Заместитель председателя по вопросам цифрового развития, цифровых трансформаций и цифровизации (CDTO) — Начовный Иван Ильич[укр.]
- И. о. руководителя аппарата — Полторацкая Наталья Владимировна